# Rónai Géza
Rónai Géza, Weisz (Debrecen, 1886. március 6. – Budapest, 1944. november 25.) színész, festő. 

## Pályafutása
Weisz Móric épületfa-kereskedő és Klein Záli (Rozália) fiaként született. 1902-ben Sárospatakon kezdte a színészetet, azután Debrecenbe szerződött, később bejárta úgyszólván az egész országot. 1913-ban Kaposvárott lépett színpadra. Az első világháború alatt a Doberdón harcolt, 13 hónapig. Működött teljes elismerés mellett Nagy Endre kabaréjában, majd 1924-től a Terézkörúti Színpad tagja volt, ahol mint epizód-komikus különösen a parasztalakok ábrázolásával ért el számottevő sikereket. 1936-ban megnyitotta filmstatiszta közvetítő irodáját. A második világháború alatt az OMIKE tagja volt. A budapesti központi járásbíróság 1949-ben 1944. november 25-ei dátummal holttá nyilvánította (Pk.I.583260/1949-6.sz.).
Munkássága festőművészként is számottevő. A nagybányai festőkolóniában tanult, majd 1930-tól állította ki képeit a Műcsarnokban és a Nemzeti Szalonban. Főként olaj- és pasztell tájképeket festett. Az OMIKE Művészakció legtöbb kiállításán szerepelt képeivel. „Nagybánya" című pasztellképe megtalálható a Magyar Nemzeti Galériában.
Első neje Bányai (Weisz) Etel, színésznő, született 1881. április 24-én, Kókán, 1907. január 23-án Debrecenben kötöttek házasságot. Második felesége Singer Irén volt.
Színházi szerepei: Gonosz Pista, Mephisto, Lucifer, Flambeau (Sasfiók), Genesius (Császár és komédiás), Svengali (Trilby), Baracs Matyi (A bor), Lear király, Shylock stb. 

## Filmszerepei
- Petőfi (1922) - Arany János
- A bor (1933) - Mihály bácsi
- Márciusi mese (1934) - német szállodaportás
- Helyet az öregeknek (1934) - hivatalszolga
- Meseautó (1934) - banki irodaszolga
- Köszönöm, hogy elgázolt (1935) - férfi a telefonfülkénél
- Ez a villa eladó (1935) - rendőr
- Elnökkisasszony (1935) - titkár
- A nagymama (1935) - párbajsegéd
- Nem élhetek muzsikaszó nélkül (1935) - István, kertész a nagynéniknél
- A királyné huszárja (1935) - huszárőrmester
- Barátságos arcot kérek! (1935) - „tüsszentő” statiszta az estélyen
- Dunaparti randevú (1936) - béres Nádasdon
- Pogányok (1936)
- Az én lányom nem olyan (1937) - rendőr az őrszobán
- Segítség, örököltem! (1937) - főjegyző
- Viki (1937) - Hadházy barátja
- 120-as tempó (1937) - rendőrségi hivatalszolga
- A kölcsönkért kastély (1937) - Miska, béres
- Mai lányok (1937) - postás
- Háromszázezer pengő az utcán (1937) - rendőr
- Családi pótlék (1937) - altiszt a bankban
- Pillanatnyi pénzzavar (1937-38) - paraszt
- Te csak pipálj, Ladányi! (1938) - inas Ladányiéknál
- Az örök titok (1938) - esküdt
- Fekete gyémántok (1938)
- Péntek Rézi (1938) - hitelező
- Azurexpress (1938) - kalauz
- A varjú a toronyórán (1938) - cseléd Sivány László birtokán
- Szegény gazdagok (1938) - Eszéki, csendbiztos
- A pusztai királykisasszony (1938) - csendőr
- Gyimesi vadvirág (1938) - beszélgető paraszt
- Nincsenek véletlenek (1938) - vendég az álarcosbálon
- Bors István (1938-39) - falusi férfi az ügyvédnél
- Szervusz, Péter! (1939) - Mihály, Lóránt bácsi inasa
- Halálos tavasz (1939) - vendég az estélyen
- Leányvásár (1941) - rendőr